# Альбитт, Антуан Луи
Антуа́н Луи́ Альби́тт (1761—1812) — французский юрист и военнослужащий, деятельный член Конвента.
Антуан Луи Альбитт избранный в 1791 году в законодательное собрание Франции, предлагал целый ряд мер по военной организации, непрактичных и носивших печать непримиримого, каким он проявил себя в событиях 10 августа, в разрушении королевских статуй, в жестокостях в департаменте Нижней Сены, куда он был командирован конвентом, и пр.
Альбитт должен был кончить жизнь на эшафоте, будучи приговорён к казни, но спасся бегством.
По возвращении во Францию после амнистии (4 брюмера) он поступил на военную службу и погиб при отступлении Наполеоновской армии из Российской империи во время Отечественной войны 1812 года.